# جامعة كاليفورنيا متعددة التقنيات
جامعة كاليفورنيا بوليتكنك ستيت سان لويس أوبيسبو (بالإنجليزية: California Polytechnic State University)‏ (جامعة ولاية كاليفورنيا التطبيقية, كال بولي سان لويس أوبيسبو, أو كال بولي) هي جامعة عامة في سان لويس أوبيسبو، كاليفورنيا، وواحدة من ثلاث جامعات تطبيقية في نظام جامعة كاليفورنيا الولائية.
تضم الجامعة ست كليات تقدم 65 درجة بكالوريوس و39 درجة ماجستير. تركز الجامعة بشكل أساسي على المرحلة الجامعية الأولى (أربع سنوات). في خريف 2020، كانت الجامعة تضم 21,447 طالبًا جامعيًا و 840 من طلاب الدراسات العليا. ينصب التركيز الأكاديمي على الجمع بين المناهج التقنية والمهنية والفنون والعلوم الإنسانية. تشارك الفرق الرياضية في الجامعة في مؤتمر الغرب الكبير.

## التاريخ

مدرسة كاليفورنيا التطبيقية

تأسست كال بولي سان لويس أوبيسبو كمدرسة تطبيقية في كاليفورنيا في عام 1901 عندما وقَّع الحاكم هنري كيج مشروع قانون المدرسة التطبيقية في كاليفورنيا بعد حملة قام بها الصحفي مايرون آنجل. بدأت المدرسة فصولها الأولى في 1 أكتوبر 1903، وكان بها 20 طالبا، حيث قدمت دورات دراسية في المستوى الثانوي، والتي استغرقت ثلاث سنوات لإكمالها. استمرت المدرسة في النمو بشكل مطرد، إلا خلال الفترة من منتصف عقد 1910 إلى أوائل عقد 1920 عندما أدت الحرب العالمية الأولى إلى انخفاض في التسجيل وخفض الميزانية بصورة جذرية.
في عام 1924، وضعت كال بولي سان لويس أوبيسبو تحت سيطرة مجلس ولاية كاليفورنيا للتعليم. في عام 1933، غيّر مجلس التعليم كال بولي سان لويس أوبيسبو إلى كلية تقنية ومهنية لمدة عامين. بدأت المؤسسة في تقديم درجة البكالوريوس في الآداب في عام 1940، وعُقدت أول تمارين البكالوريا في عام 1942. جرى تغيير اسم المدرسة إلى الكلية التطبيقية بولاية كاليفورنيا في عام 1947 لتعكس بشكل أفضل عروض التعليم العالي التي تقدمها، وفي عام 1949، أُضيفت درجة ماجستير الآداب في التعليم. في عام 1960، جرى نقل الإشراف على كال بولي سان لويس أوبيسبو وجميع الكليات الحكومية الأخرى من مجلس الدولة للتعليم إلى مجلس أمناء مستقل، والذي أصبح فيما بعد جامعة ولاية كاليفورنيا.
وقد صُرِّح للكلية بتقديم درجة الماجستير في العلوم في عام 1967, ومنذ ذلك الحين إلى عام 1970، أعيد تنظيم المناهج الدراسية في المدرسة إلى وحدات مختلفة، مثل كلية العلوم والرياضيات، كلية الزراعة والموارد الطبيعية، وكلية الهندسة المعمارية. بدأت محطة راديو FM للكلية (KCPR) كمشروع كبير في عام 1968. قامت الهيئة التشريعية لولاية كاليفورنيا بتغيير الاسم الرسمي للمدرسة مرة أخرى في 1971 إلى جامعة ولاية كاليفورنيا التطبيقية، ومنذ السبعينات شهدت الجامعة نموا مطردا في عدد الملتحقين بها وكذلك في المباني.
احتفلت الجامعة بالذكرى المئوية لها في عام 2001 وبدأت حملة لجمع التبرعات بقيمة 225 مليون دولار، وهو ما يُعد أكبر جهد لجمع الأموال في تاريخ الجامعة. وقد بلغت حصيلة تبرعات حملة المئوية ما يقرب من 264 مليون دولارًا من أكثر من 81 ألف من الجهات المانحة، وهو أكثر من ثلاثة أضعاف الوقف الخاص بالجامعة والذي يتراوح من 43 مليون دولار إلى أكثر من 140 مليون دولار.
في 3 مايو 2017، تلقت الجامعة واحدة من أكبر الهدايا الموجهة للتعليم العام. وهذه الهدية من وليام وليندا فروست وهما من خريجي الجامعة، وتُقدر الهدية بمبلغ 110 مليون دولار.

### العلاقة مع كال بولي بومونا

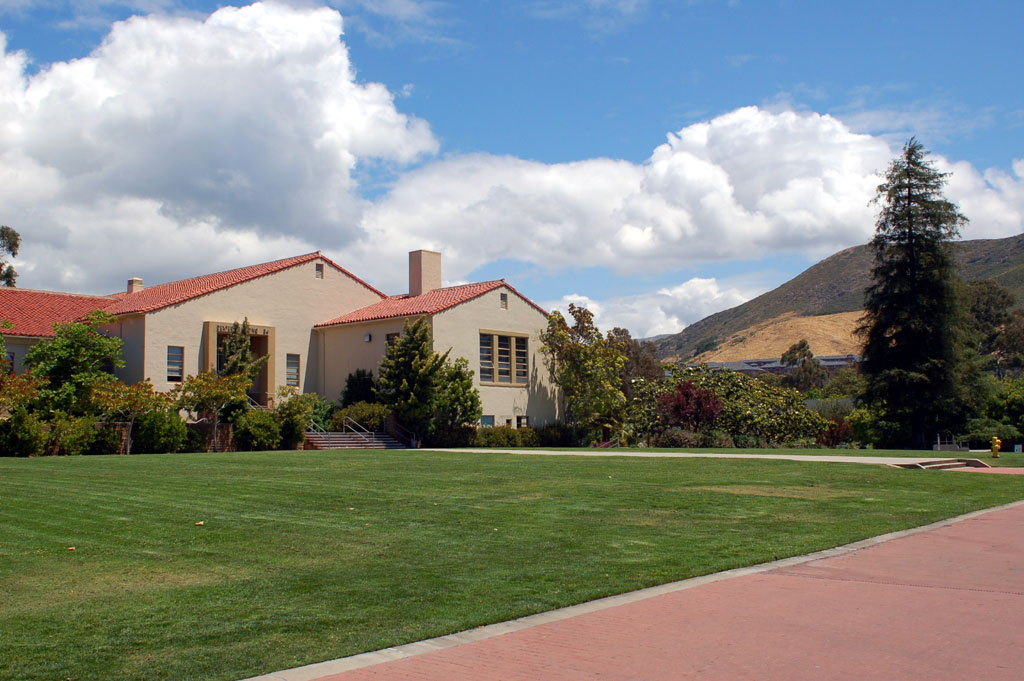
حديقة دكستر - مركز كال بولي سان لويس أوبيسبو الاجتماعي غير الرسمي ومكان الاجتماع.

بدأت كال بولي بومونا كحرم للأقمار الاصطناعية تابع لـ كال بولي سان لويس أوبيسبو في 1938 عندما تبرع تشارلز فورهيس وابنه جيري فورهيس من باسادينا، كاليفورنيا، بمدرسة ومزرعة مجهزة بالكامل، وكان هذا الحرم يسمى في البداية وحدة Voorhis. ال W. K. Kellogg Foundation ثم جرى التبرع بـ مزرعة خيول بمساحة 812 أكرا في بومونا, كاليفورنيا إلى كال بولي سان لويس أوبيسبو في عام 1949. وتقع على بُعد حوالي ميل واحد (1.6 كم) من حرم Voorhis، أصبح الاثنان معروفين باسم Cal Poly Kellogg-Voorhis. لكن انفصل كال بولي كيلوغ-Voorhis عن كال بولي في 1966، لتصبح جامعة مستقلة تماما، تحت اسم "جامعة ولاية كاليفورنيا التطبيقية" بومونا (كال بولي بومونا)". منذ عام 1949، جرى تعاون بين الجامعتن في إنشاء تعويم من أجل مركب روز. اليوم، لا يزال برنامج float الذي طال أمده يفتخر بالعوامات المصممة بالكامل من قبل الطلاب على مدار السنة في كلا الجامعتين.

### 1960 تحطم طائرة فريق كرة القدم
في 29 أكتوبر 1960، كان هناك طائرة مستأجرة تحمل فريق جامعة كال بولي سان لويس أوبيسبو لكرة القدم بعد ساعات من خسارة مباراة أمام فريق جامعة بولينغ جرين ستيت، تحطمت الطائرة عند الإقلاع في مطار توليدو إكسبريس في توليدو, أوهايو. وقتل اثنان وعشرون من بين 48 شخصا على متن الطائرة، بما في ذلك 16 لاعبا.

### قبول الإناث

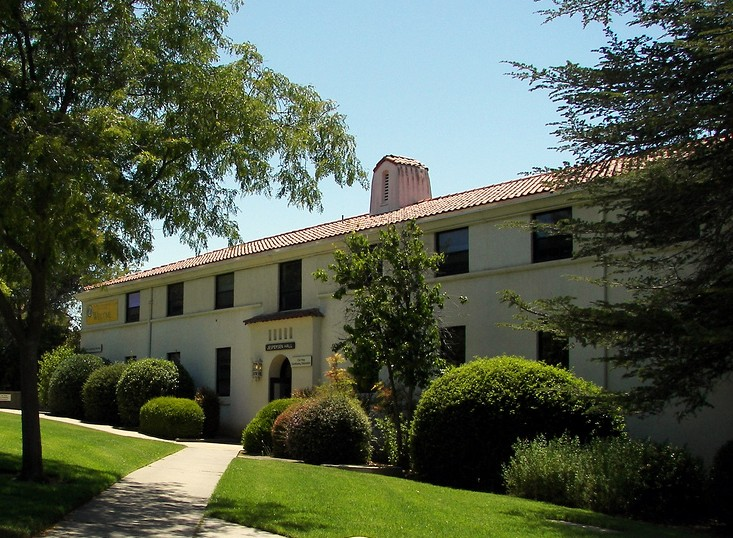
قاعة جيسبرسن

في عام 1903، افتتحت جامعة كال بولي سان لويس أوبيسبو باعتبارها مدرسة مختلطة تضم 20 طالبا مسجلين، من بينهم 16 طالبا جديدا و 4 طالبات جدد. في عام 1929، منع حاكم كاليفورنيا س. س. يونج الطالبات من الدراسة في كال بولي سان لويس أوبيسبو بدءا من عام 1930. واستمر المنع حتى عام 1956 عندما بدأت المؤسسة مرة أخرى قبول الطالبات. لا تزال الجامعة مختلطة إلى اليوم، حيث تشكل الطالبات نسبة 48.4 ٪ من إجمالي عدد الطلاب في عام 2018.

## الاسم
يشار إلى الجامعة عادة باسم "كال بولي"، أو ببساطة "بولي". دليل الجامعة يشير إلى أسمائها الرسمية بعدة أسماء هي: "جامعة ولاية كاليفورنيا التطبيقية" و " كال بولي." عند الضرورة للتمييز بين كال بولي وحرم الأقمار الاصطناعية السابق (كال بولي بومونا) يُستخدم الاسم الطويل "كال بولي في سان لويس أوبيسبو" في بعض الأحيان. يحدد دليل جامعة ولاية كاليفورنيا بأنها "جامعة ولاية كاليفورنيا التطبيقية، سان لويس أوبيسبو"و "كال بولي سان لويس أوبيسبو"." على الرغم من أن كال بولي سان لويس أوبيسبو هو جزء من جامعة ولاية كاليفورنيا لا تتبع اتفاقية التسمية الخاصة بها معظم الجامعات داخل النظام (على سبيل المثال، يحمل حرم الجامعة في سان دييغو الاسم الرسمي الكامل "جامعة ولاية سان دييغو"وحرم الجامعة في فولرتون يستخدم اسم "جامعة ولاية كاليفورنيا فوليرتون"). وهكذا، نادرا ما تستخدم" جامعة ولاية سان لويس أوبيسبو "أو" جامعة ولاية كاليفورنيا، سان لويس أوبيسبو".

## المديرون والرؤساء
- ليروي أندرسون، 1902-1907
- ليروي بيرنز سميث، 1908-1914
- روبرت وير رايدر، 1914-1921
- نيكولاس ريكياردي، 1921-1924
- مارغريت تشيس (قائم بالعمل)، 1924
- بنيامين راي كراندال 1924-1933
- جوليان أ. ماكفي، 1933–1966

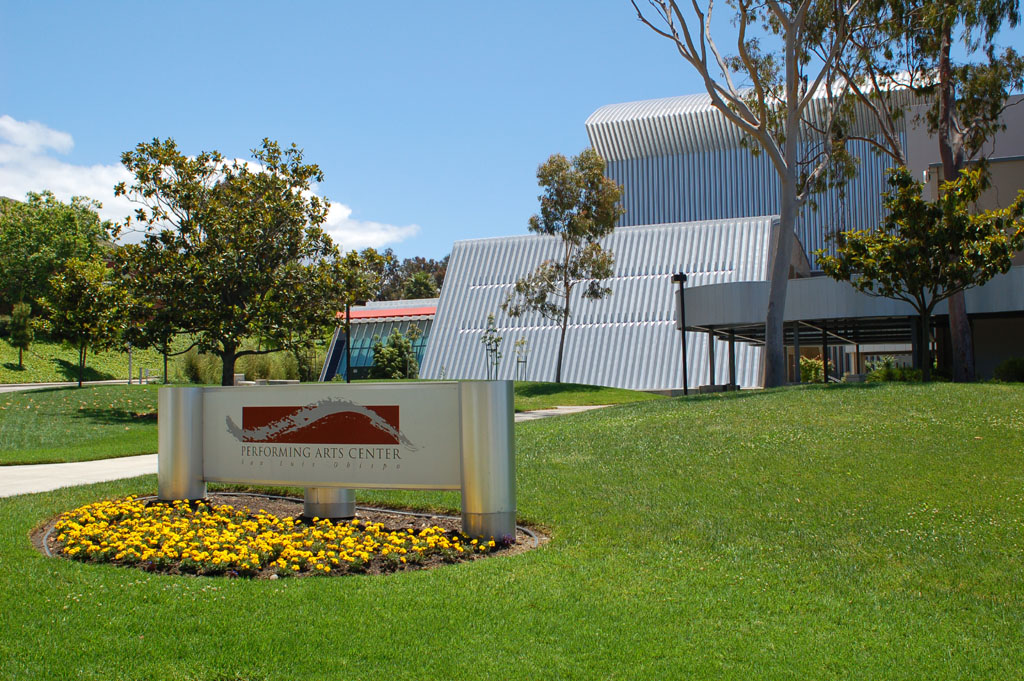
مركز الفنون الأدائية

- دالي و. أندرو (قائم بالعمل), 1966-1967
- روبرت كينيدي، 1967–1979
- وارن ج. بيكر، 1979–2010
- روبرت جليدين (قائم بالعمل), 2010-2011
- جيفري د. أرمسترونغ، 2011-حتى الآن

## الحرم الجامعي

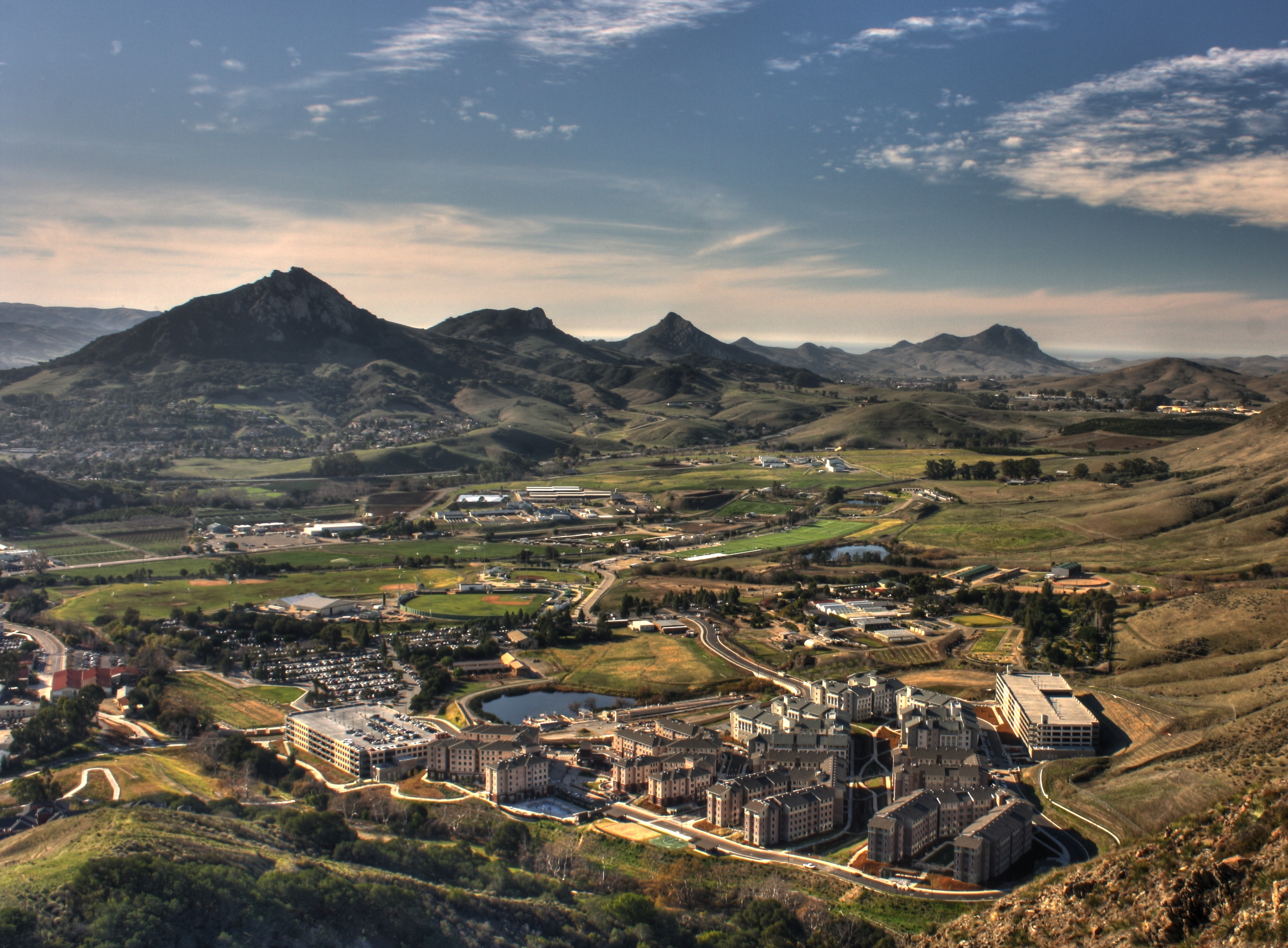
السكن الطلابي في قرية بولي، جرى تحديثه في عام 2009

تُعد كال بولي واحدة من أكبر الجامعات في الولايات المتحدة. حيث تمتلك 9,178 فداناً وهي ثاني أكبر جامعة قابضة للأراضي في كاليفورنيا. وتستخدم الأراضي لغايات التعليم؛ ويشمل الحرم الجامعي الرئيسي، ووحدتين من الأراضي الزراعية القريبة، واثنين من العقارات في مقاطعة سانتا كروز. فمزرعة سوانتون باسيفيك، ومساحتها 3,200 أكر (1,300 ها) هي جزء من ملكية كال بولي. تقع المزرعة في مقاطعة سانتا كروز في كاليفورنيا، خارج بلدة دافنبورت. توفر المزرعة فرصاً تعليمية وبحثية، حيث تشمل المراعي، والثروة الحيوانية، وعمليات الغابات لكلية الزراعة، إضافة إلى دراسة الطعام والعلوم البيئية. وتُعزز المزرعة التعلم في كال بولي من خلال التركيز على الإدارة المستدامة للممارسات الزراعية مع مزيج من التجارب المعملية.

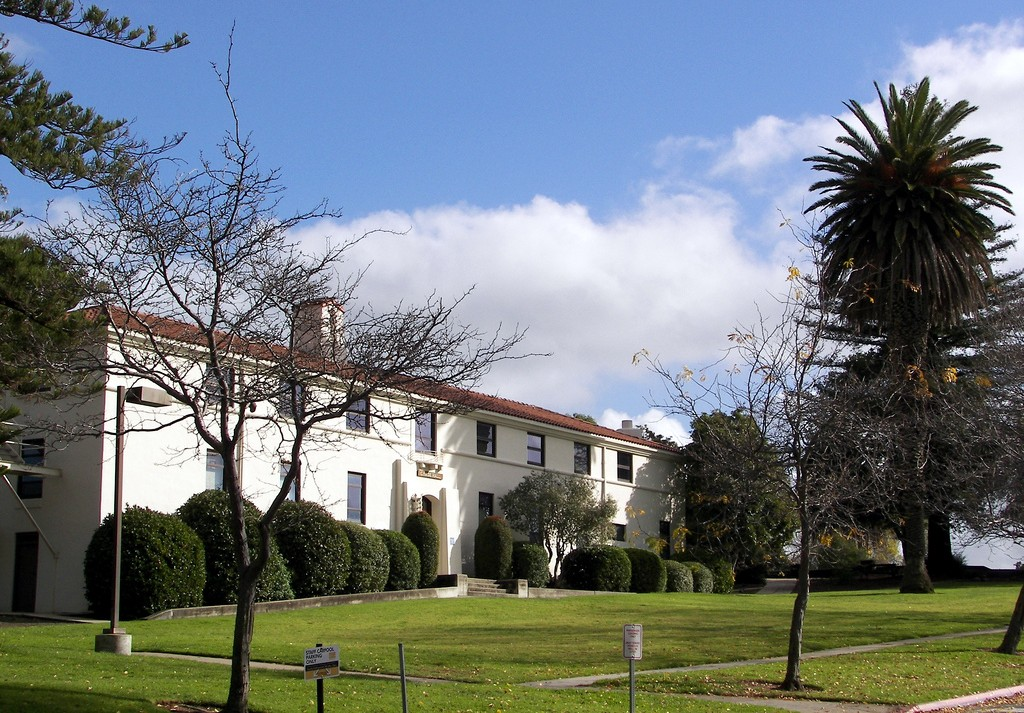
مبنى تشيس

### التوسّع

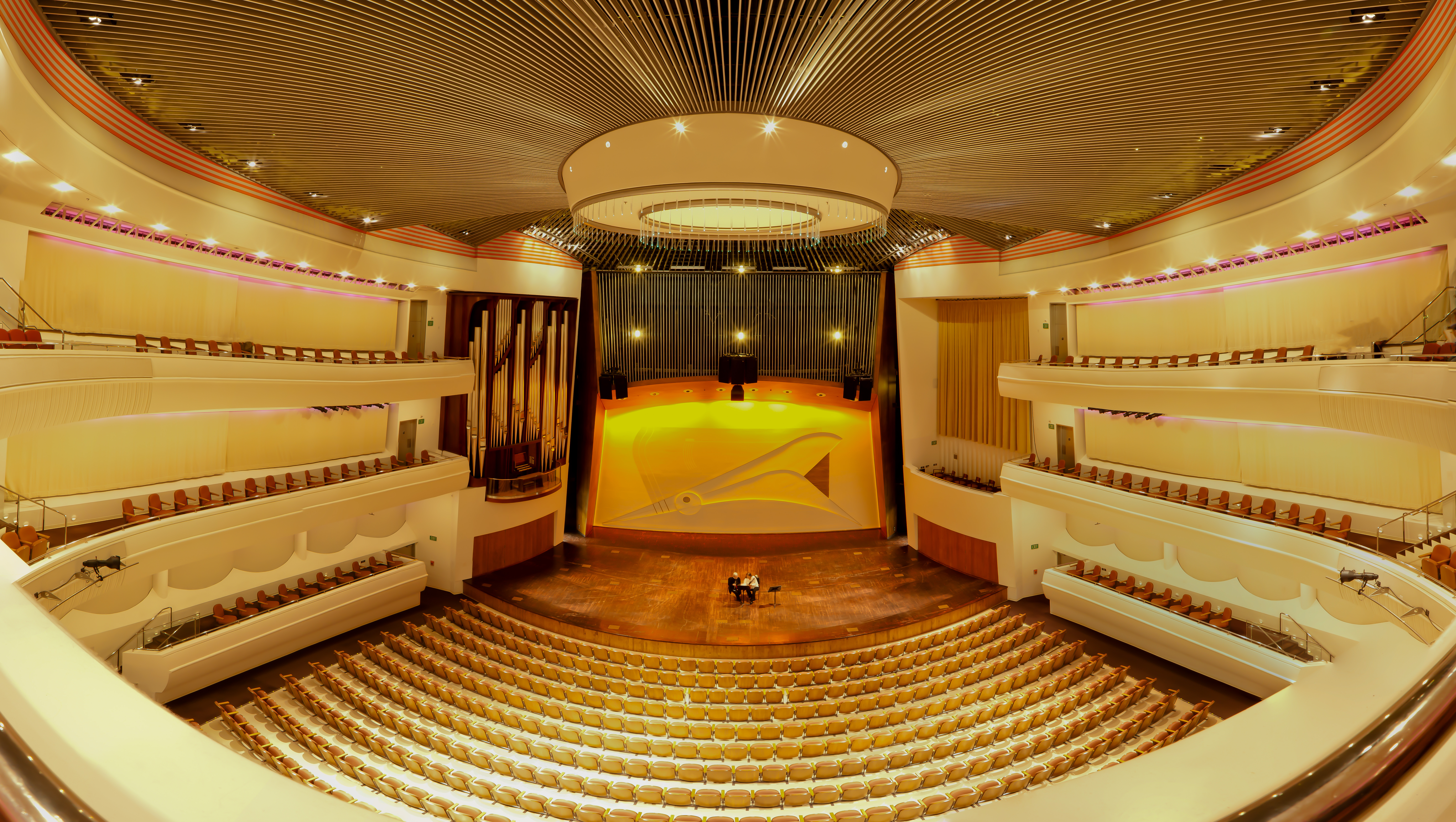
مركز كال بولي للفنون المسرحية

هدفت خطة الجامعة الرئيسية إلى زيادة عدد الطلاب من 17,000 طالبًا تقريباً إلى 20,900 طالبًا بحلول العام 2020-2021. وللحفاظ على جودة التعليم في الجامعة من خلال أعداد منخفضة في الفصول الدراسية، تهدف الخطة الرئيسية إلى زيادة عدد الفصول الدراسية والمختبرات إضافة إلى زيادة عدد الأساتذة.

#### البناء الجديد
تم الانتهاء من بناء مجمع للطلاب على غرار النُزل في صيف عام 2018. ويقع البناء في زاوية شارعي سلاك وجراند أفينيو، ويتكون من سبعة مبان خرسانية داخل سور، وتتكون المباني من 3 إلى 5 طوابق، ويتسع لـ 1,475 سريرا ومواقف مجاور للسيارات مكون من أربعة طوابق. بالإضافة إلى مساحة أخرى للمجمع السكني والحرم الجامعي مع موقف للسيارات على ثلاثة جوانب. تشمل هذه المساحات مقهى صغير وغرفة اجتماعيات وغرفة ألعاب وغرفة بريد ومركز ترحيب بالجدد ومكاتب ومتجر صيانة. تشمل تحسينات الموقع مساحة كبيرة مفتوحة في وسط المشروع للأنشطة والفعاليات الجماعية وملاعب الكرة الطائرة وكرة السلة ومساحات التجمع في الهواء الطلق في كل مبنى.
جرى تخصيص مركز وارن بيكر للعلوم والرياضيات في 1 نوفمبر 2013. وقد حلهذا المركز محل مبنى العلوم 52 المسمى «سبايدر»، والذي بُني في الخمسينيات. وتبلغ مساحة المبنى الجديد 189,000 قدم مربع (17,600 م2). بلغت تكلفة هذا المبنى المكون من ستة طوابق، 119 مليون دولار، منها 101 مليوم دولار من سندات التعليم الحكومية التي وافق عليها الناخبون و 18 مليون دولار من التبرعات الخاصة. ويضيف المركز مختبرات وفصول دراسية ومكاتب جديدة لبرامج الفيزياء والكيمياء وعلوم التربة، بالإضافة إلى منطقة مفتوحة واستراحات لأماكن الدراسة والاجتماعات الطلابية. يضم الطابق العلوي من المركز مختبرات ومكاتب لمركز Western Coatings Technologies التابع للمدرسة ومعهد التكنولوجيا الحيوية البيئية. وهو ثاني أكبر مبنى في الحرم الجامعي، وأكثرها تقدما من الناحية التكنولوجية. وتوجد منطقة خضراء ذات مناظر طبيعية في المساحة بين الأجنحة المتبقية من «مبنى سبايدر» القديم والمركز الجديد.

#### المباني الحالية والمخطط له
خُطط لافتتاح مركز نبيذ وزراعة الكروم بقيمة 20 مليون دولار في عام 2020. وكذلك افتتاح مجمع العلوم والبحوث الزراعية الجديد بقيمة 123 مليون دولار في خريف عام 2021 ؛ ومن المتوقع أن يبدأ تجديد مكتبة روبرت كينيدي في موعد لا يتجاوز يناير 2022 بتكلفة تُقدر بحوالي 65 مليون دولار. بالإضافة إلى ذلك، جرى افتتاح مركز ويليام وليندا فروست للأبحاث والابتكار، وهو مركز أبحاث متعدد التخصصات بقيمة 124 مليون دولار، في مايو 2019.

### التنقل
هناك أماكن محدودة لركن السيارات في داخل الحرم الجامعي. ووفق أحدث مسح لأماكن وقوف السيارات المتاحة في الحرم الجامعي ذكرت شرطة الجامعة أن العدد الإجمالي لأماكن وقوف السيارات يبلغ 8,648 من بينها 2,892 مكان وقوف سيارات للأغراض العامة، إضافة إلى 3,492 من الأماكن مخصصة للسكن الطلابي. وتذكر الجامعة في الخطة الرئيسية لمرافقها أنه بالرغم من الإعداد لإضافة المزيد من أماكن وقوف السيارات فإن النسبة الفعلية لأماكن وقوف السيارات للطلاب ستنخفض حيث من المتوقع أن يزداد عدد الطلاب الملتحقين بالجامعة بشكل حاد. ولحل هذا التفاوت، تدعو الخطة الرئيسية الجامعة إلى تقليل الطلب على مواقف السيارات الفردية وذلك بتوفير حافلات جماعية للتنقل. وقد شيدت الجامعة أماكن إضافية لوقوف السيارات، وحاولت جعل الحياة في الحرم الجامعي أسهل بتوفير الخدمات فيها. بالإضافة إلى ذلك، نجحت الجامعة في الترويج لبدائل التنقل عن المركبات الفردية، فقد زاد استخدام الحافلات لأكثر من الضعف في آخر 10 سنوات، وازداد استخدام الدراجات إلى أربعة أضعاف.
يوجد حاليا أكثر من 6500 مساحة لركن الدراجات و 224 من الخزائن الآمنة للدراجات في الحرم الجامعي؛ ويعيش حوالي 57 ٪ من الطلاب و 33 ٪ من أعضاء هيئة التدريس/الموظفين على بُعد لا يتجاوز 5 أميال من الحرم الجامعي، وبالتالي تُصبح الدراجات وسيلة سهلة للانتقال. يوفر نظام حافلات الترانزيت SLO في المدينة الخدمة من وإلى الحرم الجامعي، وتدعم الجامعة نظام الحافلات بتمويل من الإيرادات من أماكن وقوف السيارات بها (وليس من الأموال العامة للدولة ولا من الرسوم الدراسية للطلاب)، ولذلك يرتاد أعضاء هيئة التدريس والموظفون والطلاب تلك الحافلات مجانا. جرى توفير خدمة الحافلات في جميع أنحاء المقاطعة من قبل هيئة النقل الإقليمية SLO التي توفر تصاريح مخفضة لمجتمع الجامعة.

## الشئون الأكاديمية

### الكليات

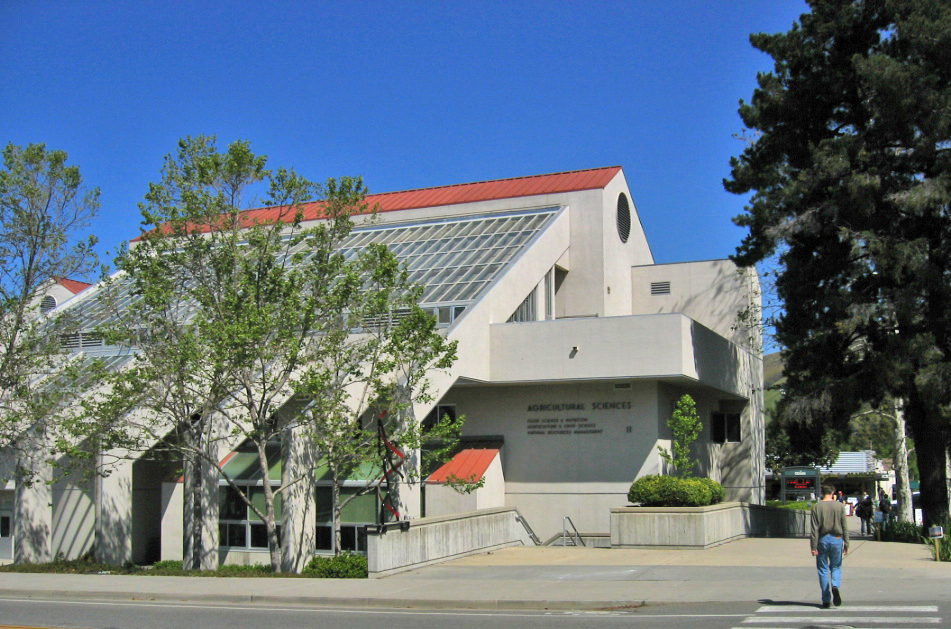
مبنى العلوم الزراعية

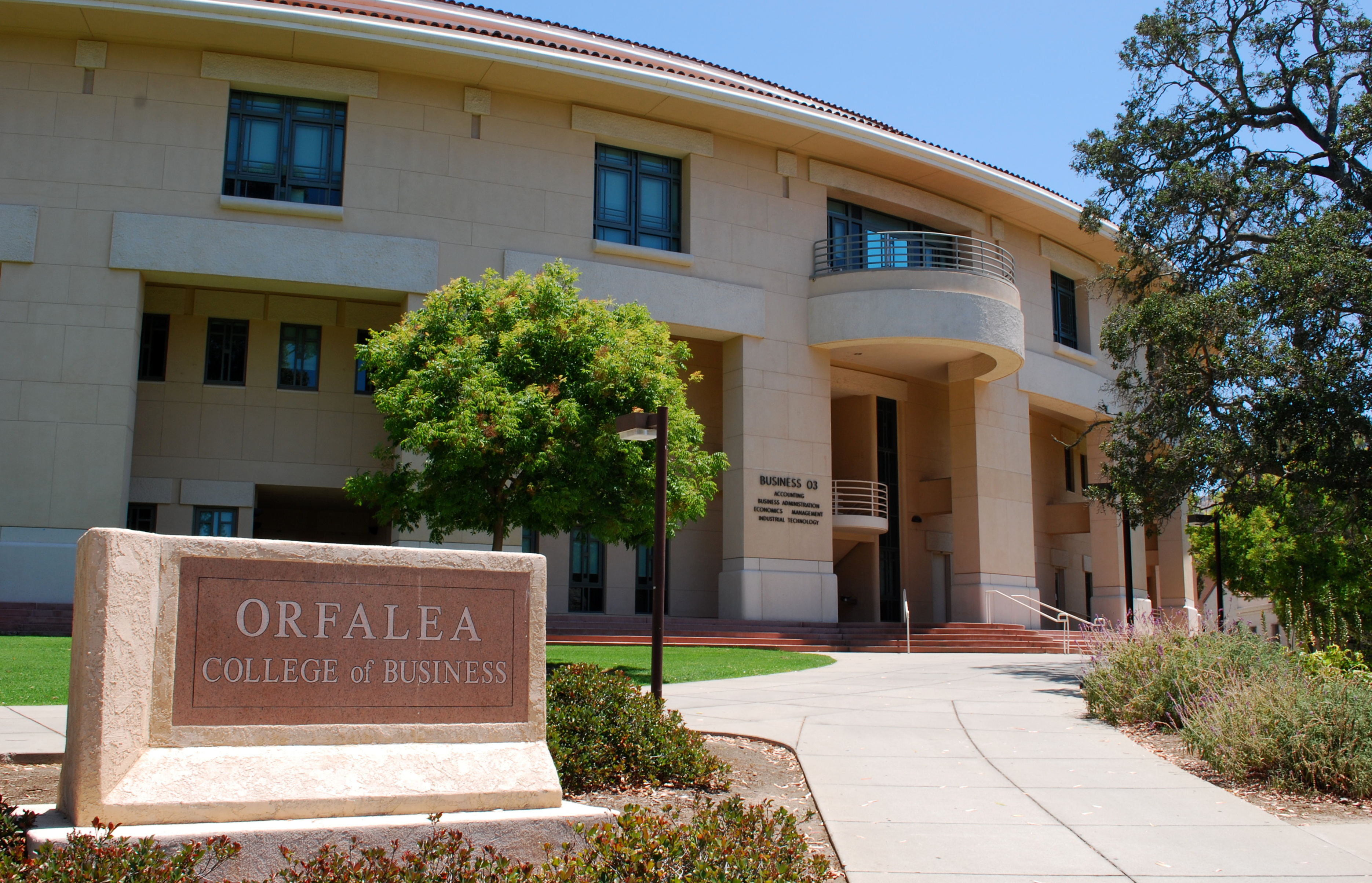
كلية أورفاليا للأعمال

تقدم الجامعة حاليا 65 درجة بكالوريوس، و39 درجة ماجستير، وغيرها من الدرجات العلمية في ست كليات هي:
- كلية الزراعة والأغذية والعلوم البيئية
- كلية الهندسة المعمارية والتصميم البيئي
- كلية أورفاليا للأعمال
- كلية الهندسة
- كلية الفنون الحرة
- كلية العلوم والرياضيات

### مشاريع البكالوريوس
يطلب من جميع طلاب المرحلة الجامعية في جامعة ولاية كاليفورنيا التطبيقية تنفيذ مشروع كبير -نسبيًا- كجزء من متطلبات الحصول على درجة البكالوريوس. يهدف مشروع التخرج إلى أن يكون تجربة رائدة للطلاب الذين يحصلون على درجة البكالوريوس من خلال دمج النظرية والتطبيق من خلال التجارب التعليمية الجامعية للطالب. يتكون مشروع التخرج من واحد أو أكثر مما يلي: تجربة تصميم أو بناء، أو تجربة معملية، أو دراسة ذاتية التوجيه أو مشروع بحثي، أو عرض تقديمي، أو تقرير يعتمد على تجربة تدريب داخلي تعاوني، أو تجربة خدمة التعلم. غالبا ما تكون مشاريع التخرج فرصة لحصول الطلاب على وظائف أو جوائز تقديرًا لعملهم. على سبيل المثال، في يوليو 2011، كرمت شركة جوجل أحد مشاريع التخرج، وتأسست شركة عصير جامبا، «نادي العصير»، وكانت فكرتها مستوحاة من فكرة مشروع التخرج، حيث قام الخريجون بتأسيسها بعد تخرجهم. يوجد في الحرم الجامعي منطقة شعبية تُعرف باسم «مقبرة العمارة» ويُعرض فيها العديد من مشاريع التخرج المعمارية، بما في ذلك الهياكل التجريبية ونماذج الهندسة المعمارية غير التقليدية.

### القبول
إحصائيات الطلبة المسجلين
|                         | 2018   | 2017   | 2016   | 2015   | 2014   | 2013   |
| ----------------------- | ------ | ------ | ------ | ------ | ------ | ------ |
| المتقدمين               | 54,663 | 48,588 | 48,162 | 46,820 | 43,812 | 40,402 |
| المقبولين               | 16,491 | 16,817 | 14,202 | 14,651 | 13,533 | 13,953 |
| النسبة المئوية المقبولة | 30.2   | 34.6   | 29.5   | 31.3   | 30.9   | 34.5   |
| المسجلين                | 4,398  | 5,253  | 4,341  | 4,943  | 4,662  | 4,871  |
| GPA                     | 4.00   | 3.95   | 3.92   | 3.92   | 3.88   | 3.87   |
| متوسط. ACT Composite    | 28.9   | 28.3   | 28.4   | 28.0   | 27.5   | 27.3   |
| متوسط. SAT المركب*      | 1329   | 1293   | 1251   | 1239   | 1234   | 1232   |
| * من 1600               |        |        |        |        |        |        |

عملية القبول في جامعة كال بولي هي الـ «أكثر انتقائية» وفقا ل أخبار الولايات المتحدة والتقرير العالمي.
بالنسبة للطلاب التي التحقت في خريف 2019، جرى قبول 15,366 طالبًا من بين المتقدمين وعددهم 54,072، أي أن نسبة القبول قد بلغت 28.4 ٪، وكان عدد المسجلين 4,613. وقد حصل الطلاب الذين التحقوا بالجامعة في خريف 2019 على متوسط تقديرات 3.99 GPA; وكانت درجات متوسط 50% ال مجموعة SAT هي 620-700 للقراءة والكتابة، و 620-740 للرياضيات، في حين أن النطاق المركب ACT كان 26-32. بلغت نسبة الطالبات حوالي 50.5 ٪ من بين المسجلين الجدد بينما الطلاب 49.5٪.
وفي خريف عام 2019، بلغ عدد الطلاب المحولين المقبولين 1,622 من بين 11,109 من المتقدمين، بنسبة قبول بلغت 14.6٪.
تطلب الجامعة من الطلاب تحديد التخصص عند التقدم للقبول، ثم تقبل الجامعة بالمتقدمين الأكثر مناسبةً داخل كل تخصص بناء على درجات GPA و SAT أو ACT. ونتيجة لذلك، فإن تغيير التخصصات في الجامعة غير مضمون. يوجد لكل تخصص تغيير محدد في الخطة الرئيسية ويشمل الفصول المطلوبة التي يجب حضورها مع الحفاظ على معدل تراكمي معين (عادة بين 2.5 و 2.75) من أجل اعتباره مرشحا. في بعض الحالات، يلجأ الطلاب الذين يرغبون في تغيير التخصصات الانتقال إلى جامعات أخرى.

### التصنيف
وفقا لتقرير أخبار الولايات المتحدة والتقرير العالمي لعام 2022 عن «تصنيف أفضل الجامعات الإقليمية»، تأتي الجامعة في المرتبة الثاني عموما في غرب الولايات المتحدة من أصل 127 المدارس الإقليمية التي أعلى درجة علمية بها هي الماجستير، بينما تحل الجامعة في المركز الأول في «أعلى الجامعات العامة» والأولى في «أفضل كليات المحاربين القدامى»، وكذلك الأولى في «المدارس الأكثر ابتكارا»، والثالثة ل «أفضل تدريس في المرحلة الجامعية»، وفي المرتبة 32 لأفضل مدرسة من حيث القيمة، والمرتية 46 في البحوث الجامعية / المشاريع الإبداعية والمرتبة 94 في «أفضل أداء على الحراك الاجتماعي.» وقد صنف التقرير نفسه كلية الهندسة في المرتبة السابعة من بين 220 كلية هندسة جامعية عامة وخاصة في الولايات المتحدة من بين الجامعات التي لا تُقدم الدكتوراه وكانت تصنيفات البرنامج الوطني كالتالي:
- الهندسة المدنية: الثانية
- الهندسة الكهربائية: الثانية
- هندسة الكمبيوتر: الثانية
- الهندسة الميكانيكية: الثانية

وفقا لما جاء في تقرير أخبار الولايات المتحدة والتقرير العالمي لعام 2021 لـ«أفضل الجامعات الإقليمية الغربية التصنيف العالمي»، تأتي الجامعة في المرتبة الثالثة عموما في غرب الولايات المتحدة من بين 127 من المدارس الإقليمية التي لا تُقدم درجة الدكتوراة، وهي الأولى في «أعلى المدارس العامة»، وكذلك هي الأولى في «أفضل الكليات لقدامى المحاربين»، والأولى مرة في «المدارس الأكثر ابتكارا»، والثانية ل «أفضل التدريس الجامعي», وفي المرتبة 96 في «أفضل أداء على الحراك الاجتماعي». وقد صنف التقرير نفسه كلية الهندسة في المرتبة الثامنة من أصل 220 كلية هندسة جامعية عامة وخاصة في الولايات المتحدة التي لا تُقدم درجة الدكتوراه وكانت تصنيفات البرنامج الوطني كالتالي:
- الهندسة الصناعية/التصنيع: الأولى
- الهندسة المدنية: الثانية
- الهندسة الكهربائية: الثانية
- هندسة الكمبيوتر: الثانية
- هندسة الفضاء: الثانية
- الهندسة الميكانيكية: الثالثة
- الهندسة الطبية الحيوية: الثالثة

وفق تقرير واشنطن الشهري فقد صُنفت الجامعة في المرتبة 26 من بين 614 من المدارس في فئة «الجامعات الوطنية-الماجستير» الأمريكية في عام 2020، وذلك وفق مساهمتها في الصالح العام في ثلاث فئات واسعة هي: الحراك الاجتماعي والبحث والخدمة.
صنفت مجلة المال الجامعة في المرتبة 51 في الولايات االمتحدة من بين 739 مدرسة تم تقييمها لإصدار عام 2020 لـ «أفضل الكليات لأموالك» وفي المرتبة 33 في قائمتها لأفضل 50 مدرسة عامة في الولايات المتحدة
حلت الجامعة في المرتبة 40 في الولايات المتحدة للطلاب في جامعات الولاية في عام 2019 لـ «أفضل كليات من حيث القيمة» من بين 2,006 من الكليات والجامعات من حيث العائد على الاستثمار (ROI). وفقا للهذا التصميف، فإن الجامعة لديها صافي من العائد على الاستثمار لمدة 20 عاما يبلغ 716 ألف دولار. ويُعد هذا العائد هو ثاني أعلى عائد في نظام جامعة ولاية كاليفورنيا وهو أعلى من جميع مدارس جامعة كاليفورنيا باستثناء جامعة كاليفورنيا في بيركلي.
في 2019، أدرجت مجلة فوربس كال بولي في المرتبة 115 من أصل 650 من بين أفضل الكليات الخاصة والعامة والجامعات وأكاديميات الخدمة في أمريكا. وقد كان ترتيبها في السنة الأولى من القائمة هو 369 من أصل 569 في عام 2008.
وفق تصنيف كيبلينجر لعام 2019، تأتي الجامعة في المرتبة 19 من بين أعلى 174 لأفضل قيمة من الكليات والجامعات العامة في البلاد، والثالثة في ولاية كاليفورنيا.
ورد في طبعة 2019 من تصنيف «أفضل مدارس الهندسة المعمارية والتصميم في أمريكا» الذي نشرته مجلة الهندسة المعمارية والتصميم DesignIntelligence، أن تصنيف كال بولي في برنامج الهندسة المعمارية الجامعية في المرتية الثالثة الأكثر إعجابا في البلاد. وجرى تصنيف برنامج هندسة المناظر الطبيعية في المرتبة السادسة الأكثر إثارة للإعجاب في البلاد والأولى في المنطقة الغربية.
جرى تصنيف كلية أورفالي لإدارة الأعمال في كال بولي في المرتبة 59 بين كليات الأعمال الجامعية الأمريكية في بلومبرغ بيزنس ويك لعام 2016.

## الشئون المالية

### الرسوم الدراسية
نظرا لاستمرار التخفيضات في تمويل الدولة، وصلت رسوم خريف 2011 للطالب العادي إلى حوالي 2,600 دولارًا في ربع السنة. وللمقارنة، فقد كانت رسوم ربيع 2002 للطالب العادي هي 760 دولارا في ربع السنة. في حين أن إجمالي الرسوم السنوية للطالب في الولاية كان 2,976 دولارًا فقط في 2002، واجه الطلاب الذين دخلوا في خريف 2011 رسوما سنوية تزيد عن 7,900 دولارًا.
تلقى نحو 61.6 ٪ من الطلاب المسجلين و 70.0 ٪ من الطلاب الجدد لأول مرة شكلا من أشكال المساعدات المالية في خريف عام 2014. بلغ إجمالي المساعدات المالية الممنوحة في 2014-15 حوالي 151.5 مليون دولار، منها 64.3 ٪ جاءت من الأموال الفيدرالية، و 11.9 ٪ جاءت من أموال الدولة و 17.5 ٪ جاءت من الصناديق المؤسسية. تتألف القروض من 55.6% من المساعدات المالية، 31.2% جاء في شكل منح و 10.2% في المنح الدراسية.

### الوقف
تضاعف الوقف المخصص لـ كال بولي أكثر من ثلاثة أضعاف خلال حملتها التي قامت بها في الاحتفال بالذكرى المئوية لإنشائها، من 43.1 مليون دولار إلى 140.1 مليون دولار. ويعزى النمو إلى الهدايا التي تتلقاها الجامعة والإشراف الحكيم في الإنفاق. ومنذ عام 2007، تغير وقف الجامعة بشكل كبير، حيث كان 181.7 مليون في عام 2007 دولار ووصل إلى 130.9 مليون دولار في عام 2009، وعاد للصعود إلى 227.7 مليون دولار في عام 2019، ويُعد ذلك في المرتبة 31 من بين 785 كلية وجامعة في الولايات المتحدة وكندا.

## الحياة الطلابية

### أماكن الإقامة
يشغل السكن الطلابي في كال بولي في الحرم الجامعي حيزًا كبيرا، فهو متاح لحوالي 6,239 من الطلاب  وبذلك فهو أكبر برنامج إسكان طلابي في جامعة ولاية كاليفورنيا. ففي كال بولي كان 35.9 ٪ من الطلاب المسجلين في خريف 2015 يسكنون في 28 مكانا من مساكن الحرم الجامعي، ويستوعب السكن الطلابي حوالي 98.7 ٪ من الطلاب الجدد داخل الحرم الجامعي.
هناك خمس مجموعات متميزة من السكن الجامعي في داخل الحرم الجامعي لكال بولي. افهناك السكن الجامعي في الجبل الشمالي، وقد شُيدت مبانيه في الخمسينيات، وتُعد أقدم المباني السكنية في الحرم الجامعي التي لا تزال تستخدم لأغراض السكن. وهناك ست قاعات تُسمى «الطوب الأحمر red-brick» وقد أُنشئت في عام 1959. كذلك فقد تم الانتهاء من قاعات Sierra Madre و Yosemite بحلول عام 1968، إضافة إلى شقق Cerro Vista في عام 2003. أما مجمع بولي كانيون فيليدج السكني، بأسلوب المشابه لشقق سيرو فيستا، فقد شُيد في عام 2009 بتكلفة قدرها 300 مليون دولار، مما يجعله أكبر مشروع بناء في جامعة ولاية كاليفورنيا حتى الآن.
يُمثل كل مركز للسكن الطلابي طلابًا من تخصصات مختلفة في الحرم الجامعي.فمثلا قاعات «الطوب الأحمر» هي قاعات برنامج التعلم الحي لكليات مختلفة من كال بولي. بينما قاعات الجبل الشمالي الخمس فهي جزء من برنامج التعلم الهندسي. وقاعات سييرا مادري ويوسمايت هي قاعات برنامج الاتصال في السنة الأولى وتركز على برامج الانتقال الموجهة للطلاب الجدد. تُخصص شقق سيرو فيستا لطلاب التحويلات لطلاب السنة الأولى والسنة الثانية. بينما سكن قرية بولي كانيون فهو مجتمع لطلاب السنة الثانية.

### الحياة اليونانية
| الاخويات (NIC) | الاخويات (NIC)                                                                                 | والجمعيات النسائية (NPC)                                                                         | والجمعيات النسائية (NPC)                                                   | الأخويات والجمعيات النسائية (USFC)                                | الأخويات والجمعيات النسائية (USFC)                                                                          |
| --- | ---------------------------------------------------------------------------------------------- | ------------------------------------------------------------------------------------------------ | -------------------------------------------------------------------------- | ----------------------------------------------------------------- | --- |
| - ألفا إبسيلون بي - ألفا غاما رو - ألفا سيغما فاي - بيتا ثيتا بي - دلتا تشي - دلتا أوبسيلون - كابا تشي - كابا سيغما - لامدا تشي ألفا | - فاي كابا Psi - فاي سيغما كابا - بي كابا فاي - سيغما نو - سيغما بي - ثيتا تشي - زيتا بيتا تاو | - ألفا تشي أوميغا - ألفا غاما دلتا - ألفا إبسيلون فاي - ألفا اوميكرون بي - ألفا فاي - تشي أوميغا | - دلتا جاما - غاما فاي بيتا - كابا ألفا ثيتا - كابا كابا غاما - سيغما كابا | - غاما زيتا ألفا - لامدا ثيتا فاي - نو ألفا كابا - أوميغا شي دلتا | - ألفا كابا دلتا فاي - تشي دلتا ثيتا - لامدا سيغما غاما - لامدا ثيتا ألفا - لامدا ثيتا نو - سيغما أوميغا نو |

المنظمات اليونانية في كال بولي منذ عام 1949. تتكون الجالية اليونانية من ثلاثة مجالس إدارة في Cal Poly: United Sorority And Fraternity Council (USFC)، ومجلس Interfraternity (IFC)، وجمعية Panhellenic (PHA). كما تُقدم كال بولي المنظمات اليونانية على أساس المجالات الأكاديمية للدراسة.

### برنامج أسبوع التوجيه الترحيبي
برنامج أسبوع الترحيب، المعروف أكثر باسم "Week of Welcome WOW "، هو برنامج توجيهي قائم على المتطوعين للطلاب الجدد خلال الأسبوع الأول بعد الالتحاق خلال بداية العام الدراسي في سبتمبر. والغرض منه هو تعريف الطلاب الجدد بالحرم الجامعي والمجتمع وإعدادهم لفترة جامعية ناجحة. يتم وضع الطلاب الجدد في مجموعة من 10-12 طالبًا، في حين يُقسَّم الطلاب المنقولين في مجموعات من 40-60 طالبًا; ويقود كل مجموعة اثنين من قادة التوجيه في كال بولي. تشارك مجموعات الترحيب في مجموعة من الأحداث التوجيهية بالإضافة إلى الأنشطة داخل وخارج الحرم الجامعي. في عام 2010، فاز قسم التوعية في البرنامج بجائزة عرض وسائل الإعلام والمطبوعات لعام 2010 من جمعية مديري التوجيه الوطني (NODAC) في التقنيات الناشئة. جرى تطوير قسم التوعية بالكامل من قبل المتطوعين الطلاب. بدأ البرنامج في عام 1956 وهو الآن أكبر برنامج توجيه تطوعي في البلاد.

### مركز كال بولي الترفيهي

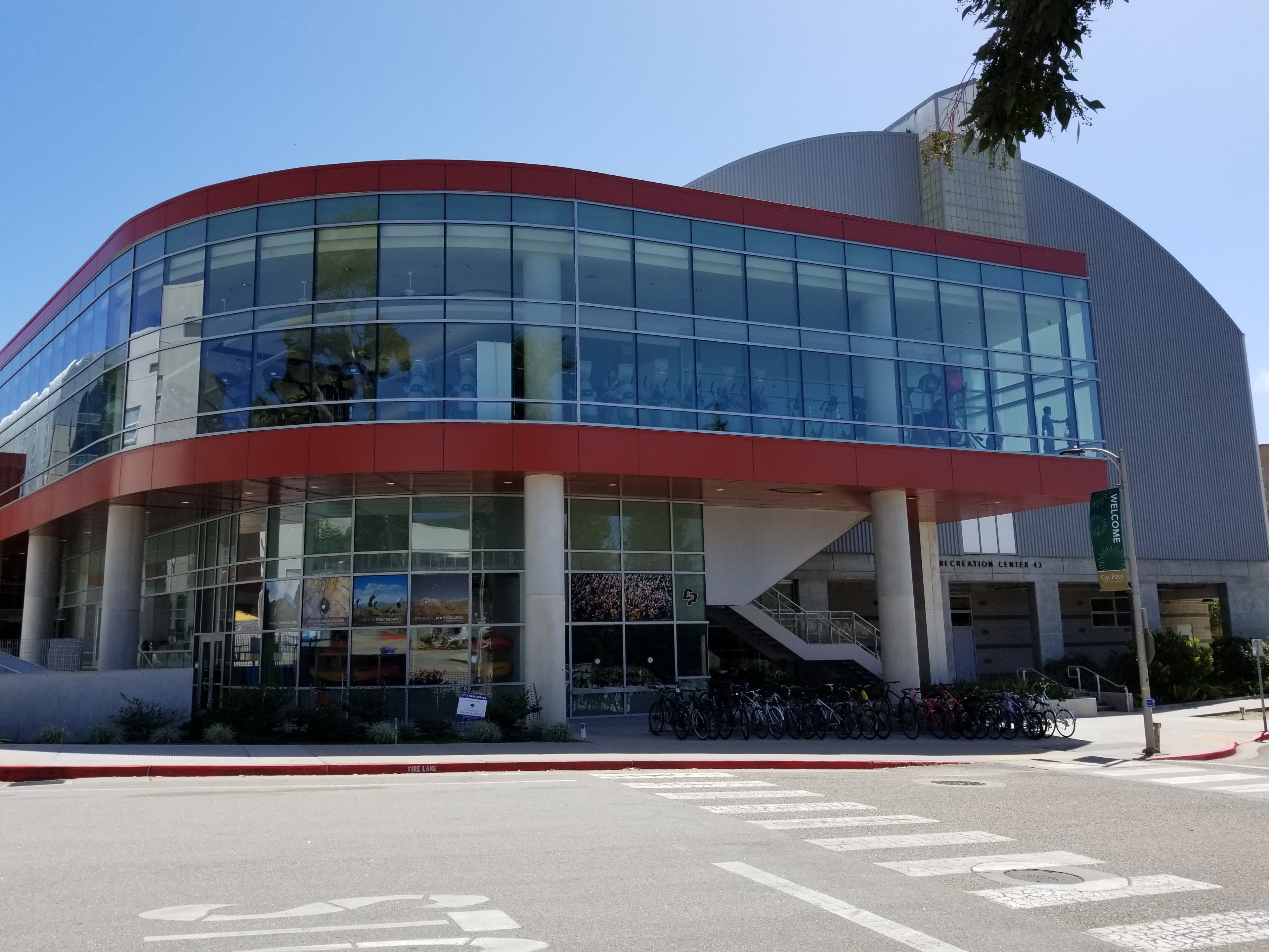
مركز كال بولي الترفيهي

يوجد مركز كال بولي الترفيهي داخل الجامعة، وهو مركز مخصص لترفيه الطلاب داخل الحرم الجامعي.

### الأندية والمنظمات الطلابية المستقلة
لدى كال بولي العديد من الأندية المعترف بها والمنظمات الطلابية المستقلة العاملة في الحرم الجامعي. ويشمل ذلك أكثر من 150 مجموعة، بما في ذلك، من بين أشياء أخرى كثيرة، النوادي الثقافية والتبادلات، ونوادي الرياضيات والعلوم، والمجموعات الدينية والإلحادية، ومنظمات الخدمات، ونوادي البحث والتطوير الهندسي، ومنظمات التطوير المهني، وبرنامج تصميم تعويم موكب الورد الدائم، والمجموعات متعددة الثقافات، والفرق الرياضية التنافسية والاجتماعية، ونوادي الشرف الأكاديمية. ومن بين تلك المنظمات المثيرة للإعجاب بشكل خاص نجد الأندية الهندسية والمنظمات الطلابية المستقلة في الحرم الجامعي مثل Prove Lab و PolySat و CubeSat وغيرها.

### التنوع العرقي والاقتصادي للطلاب
| * التركيبة السكانية للطلاب | 2020 | 2018  |
| -------------------------- | ---- | ----- |
| اسباني / لاتيني الأميركيين | 18%  | Null  |
| أمريكي مكسيكي / Chicano    | Null | 12.0% |
| أخرى لاتيني أمريكي         | Null | 5.0%  |
| أبيض                       | 54%  | 54.4% |
| آسيا أمريكي                | 13%  | 11.2% |
| الفلبينية الأمريكية        | Null | 1.8%  |
| جزر المحيط الهادئ          | 0%   | 0.2%  |
| أسود                       | 1%   | 0.8%  |
| أمريكي أصلي / أمريكي هندي  | 0%   | 0.1%  |
| أمريكيون متعددو الأعراق    | 8%   | 7.5%  |
| غير مقيم أجنبي             | 2%   | 2.3%  |
| غير معروف                  | 4%   | 4.6%  |
| ذكر                        | 51%  | 51.7% |
| أنثى                       | 49%  | 48.3% |

في 2018 كان في كال بولي أقل تنوع عرقي بين طلاب جامعة ولاية كاليفورنيا. لكنها كانت في المرتبة 240 من بين 2,475 كلية. عملت الجامعة على زيادة نسبة الطلاب غير البيض فيها، حيث قلت نسبة الطلاب البيض من 63% إلى 55%. يبلغ نسبة البيض في مدينة San Luis Obispo حوالي 84.5%، وتصل نسة طلاب الجامعة من كاليفورنيا حوالي 84.2%.
ذكرت جريدة لوس أنجلوس تايمز أن الجامعة «كانت واحدة من أسوأ المؤسسات التي تُقدم خدمات للطلاب اللاتينيين.»
يصف صندوق التعليم الجامعة بأنها «محرك عدم المساواة» لأن «عدد قليل جدا من الطلاب يأتون من الطبقة العاملة والأسر ذات الدخل المنخفض.» وانها واحدة من بين 20 من المؤسسات العامة في الولايات المتحدة التي يوجد فيها ذلك التمييز السلبي.

## العلاقات مع المجتمع المحلي
على الرغم من اعتبارالجامعة عنصرًا إيجابيًا للمنطقة بسبب التأثير الاقتصادي، إلا أن هناك انتقادات توجه لها مثل السلوك المزعج لبعض الطلاب الذي قد يُزعج المجتمع، والآثار على سوق الإسكان المحلي. أصبحت الحفلات والتجمعات أكثر صخبًا بسبب زيادة عدد الطلاب ووجود وسائل التواصل الاجتماعي، مما أدى إلى تسمية الجامعة باسم # 9 party school في كاليفورنيا. في 2017، كان متوسط سعر المنزل في سان لويس أوبيسبو حوالي 530,000$. بينما في مايو 2018، قدرت شركة Zillow أن متوسط قيمة المنزل قد ارتفع إلى 694,027$. بينما كانت المدينة تقوم ببناء مئات المساكن العائلية الفردية في الطرف الجنوبي منها فقد تحولت مساجات كبيرة من الضاحية الشمالية إلى منازل مؤجرة للطلاب بسبب زيادة عدد الطلاب المقبولين في الجامعة عدم كفاية السكن الطلابي. تحاول الجامعة بناء المزيد من أماكن السكن الطلابي وتُخطط لاستيعاب 65% من الطلاب، إلا أنه يظل قرابة 11250 طالب يحتاجون إلى سكن خارجي. يسبب ذلك مشكلة في المدينة لأن كل العقارات التي من الممكن أن يسكنها العائلات قليلة الدخل صارت مشغولة بالطلاب، ويمكن تصور حجم المشكلة إذا ما علمنا أن 27% من سكان المدينة يعيشون تحت خط الفقر.

## النشاط الرياضي

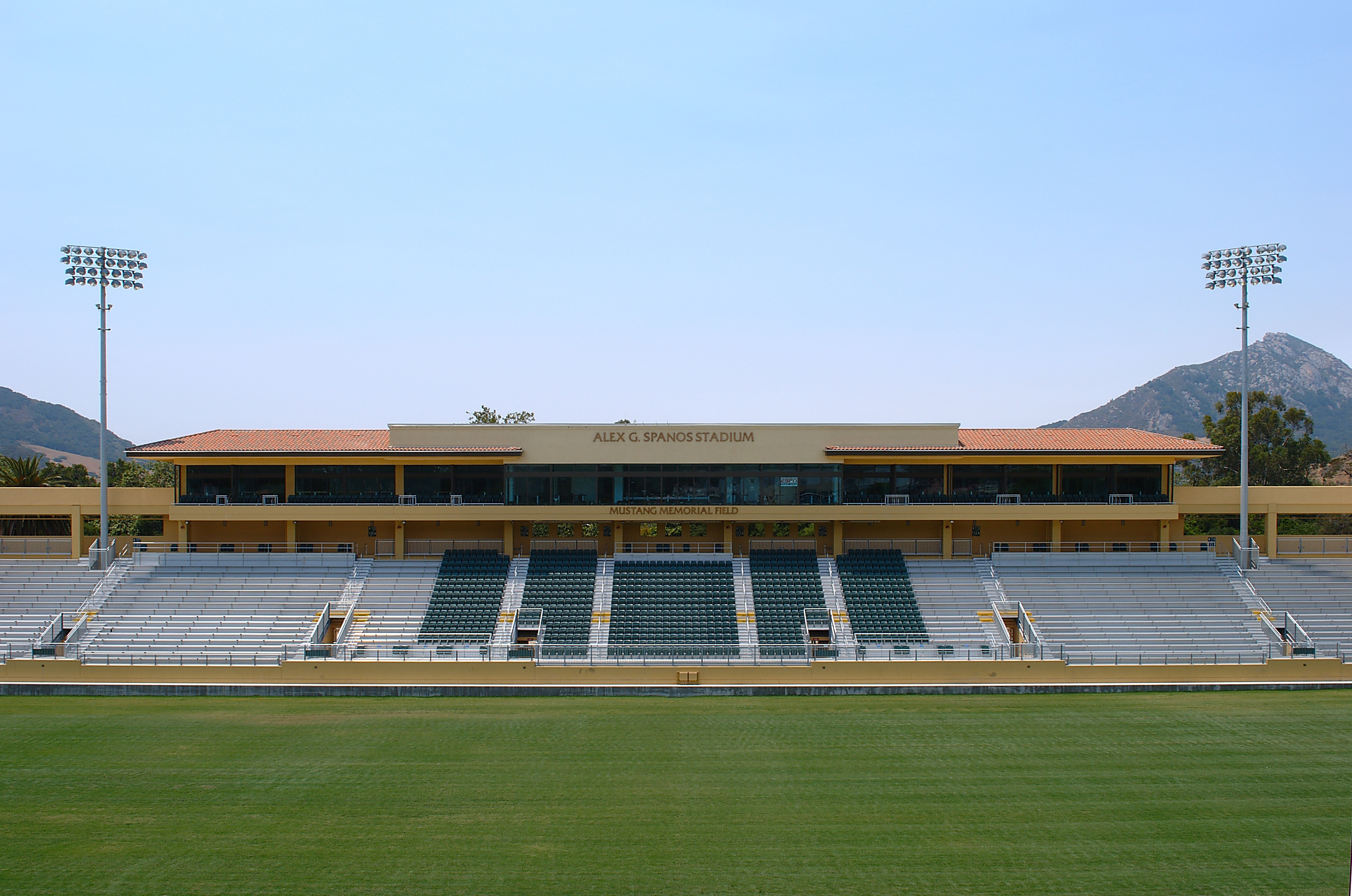
ملعب أليكس ج. سبانوس

يوجد في كال بولي 21 من الملاعب الرياضية (10 للرجال و 11 للسيدات)  وتشارك في القسم الأول من الرابطة الوطنية لرياضة الجامعات.
جامعة كال بولي هي عضو في مؤتمر الغرب الكبير، باستثناء كرة القدم والمصارعة (لا يرعاها الغرب الكبير). يتنافس فريق كرة القدم لجامعة كال بولي في مؤتمر السماء الكبيرة؛ بينما فريق المصارعة هو عضو في مؤتمر Pac - 12. قبل انضمامه إلى القسم الأول في عام 1994 فازت الجامعة في 35 NCAA Division II في بطولة المنتخب الوطني وتنافست في NCAA القسم الثاني لجمعية كاليفورنيا الجماعية الرياضية (CCAA). لدى جامعة كال بولي اثنين من التمائم، الأولى هي شخصية ممثلة في زي أو الرسوم المتحركة تسمى «موستي ذا موستانج» Musty the Mustang. أما التميمة الحية، أو موستانج الحي، فيُطلق عليها اسم «تشيس» Chase، وفق اسم مارغريت تشيس، التي كانت الرئيس الثاني للجامعة.
كما تُقدم جامعة كال بولي مختلف الرياضات، مثل الرجبي، وغالبا ما تصنف ضمن أعلى 25 على الصعيد الوطني، وقد تم تصنيف فريق الرجبي ضمن أعلى سبعة. وحصلت الجامعة على المركز الثامن على الصعيد الوطني في 2011 في بطولة الولايات المتحدة للرجبي السبعات الجماعية الوطنية، وعلى المركز الـ 12 في مسابقة عام 2012.
تقام مسابقة باسم «المعركة من أجل حدوة الحصان الذهبية» سنويًا، وهي تنافس سنوي لكرة القدم بين جامعة كاليفورنيا في ديفيس أغيس وكال بولي موستانج.

## الحوادث والخلافات

### أعمال شغب بولي رويال
في 29 أبريل 1990، وصلت شرطة سان لويس أوبيسبو بلاغًا من سائق دراجة هوائية في حوالي الساعة 11 مساء، حول أعمال شغب شارك فيها حشود مخمورة بشدة، وبعد محاولة لتفريق الحشد دون جدوى، بدأ الغوغاء في نهب الحرم الجامعي القريب، وفي اليوم التالي، جرى إشعال النار في مكبات النفايات خلال المزيد من أعمال الشغب وجرى اعتقال 127 شخصا.

### اختفاء كريستين سمارت
في 25 مايو 1996، اختفت طالبة من جامعة كال بولي تُدعى كريستين سمارت دون أن تترك أثرا بعد حفلة عيد ميلاد. قامت الجامعة بالتعاون مع الشرطة بالتحقيق، وشمل التحقيق حفر الأرض حول جامعة كال بولي في تلة مجاورة. في عام 2017 انتهى التنقيب في المنطقة المحيطة بعد العثور على بعض الأدلة، ولكن الشرطة لم تُصدر بيانًا حول ما هي النتائج. في 13 أبريل 2021، جرى القبض على بول فلوريس ووالده روبن فلوريس واحتجازهما للاشتباه في علاقتهما باختفاء سمارت. وبعد تفتيش منازلهما، وجد المحققون العديد من«العناصر المثيرة للاهتمام».

### حادث منزل المحاصيل
في عام 2008، أُقيمت حفلة عيد الهالوين في منزل مملوك للجامعة (يعرف باسم منزل المحاصيل Crops House) وهو منزل مخصص لطلاب الزراعة الذين يعملون في مزارع الجامعة، وفي أثناء الحفلة كان هناك زخارف مُعلَّقة من ضمنها «حبل المشنقة»، كما عُلقت لافتة كتب عليها: «لا للزنوج». وفي وقت لاحق، رُفع علم الكونفدرالية فوق مدخل المنزل بينما وضع علم كونفدرالي كبير على طاولة أمام المنزل.وأصبح هذا الموضوع هو أول قضية حرية تعبير في الجامعة.

### حادثة الوجه الأسود
في 2018، جرى إيقاف خدمة «لامدا تشي ألفا» بعد ظهور صورة أظهرت طالبا يرتدي الوجه الأسود. ردا على مزيد من الاحتجاجات، علَّق رئيس الجامعة أرمسترونغ كل أنشطة «الحياة اليونانية» في الحرم الجامعي إلى أجل غير مسمى. وأعقب ذلك احتجاجات خلال أحداث البيت المفتوح للطلاب الجدد القادمين. في 4 مايو 2018، أعلن الرئيس أرمسترونغ عن حادثة أخرى للوجه الأسود كانت تسخر من الحادث السابق. وجرى التحقيق في الحادث من قبل الدولة.

## التنظيم الإداري

### أربع شعب إدارية
جرى تنظيم الجامعة إداريا إلى أربعة أقسام: الشؤون الأكاديمية، وشؤون الطلاب، والإدارة والمالية، والنهوض بالجامعة. ينقسم القسم الأكاديمي إلى ست كليات، لكل منها عميدها الخاص. وتشمل الشؤون الأكاديمية أيضا المكتبة، وبرامج البحوث والدراسات العليا، وخدمات تكنولوجيا المعلومات.

### شركة كال بولي
شركة كال بولي Cal Poly Corporation هي مؤسسة للمنفعة العامة، وهي مؤسسة غير ربحية ومساعدة للجامعة. وتوفر المؤسسة الخدمات التجارية والخدمات المالية وخدمات الدعم الرئيسية لمساعدة وتعزيز المهمة التعليمية لـجامعة ضمن نظام جامعة ولاية كاليفورنيا (CSU). تشارك الشركة فقط في تلك الأنشطة المساعدة التي يطلبها رئيس كال بولي والتي وافقت عليها جامعة كاليفورنيا. تأسست الشركة في عام 1940 وكانت تعرف باسم مؤسسة كال بولي Cal Poly Foundation حتى 1 فبراير 2006.

### مؤسسة كال بولي
مؤسسة كال بولي Cal Poly Foundation هي منظمة مساعدة ومؤسسة خيرية عامة، تقبل وتدير الهدايا المعفاة من الضرائب التي تُقدم إلى الجامعة. تقود مؤسسة كال بولي النشاط الخيري في الحرم الجامعي من خلال دعم أنشطة جمع التبرعات والاستثمار وإدارة الأوقاف في الحرم الجامعي.

### التعليم الموسع في كال بولي
يوفر التعليم الموسع بجامعة كال بولي الحصول على درجة، وشهادة، وبرامج وخدمات التطوير المهني بالجامعة لمواطني سان لويس أوبيسبو، سانتا باربرا، ومقاطعات مونتيري ومن خلال تقنيات التعلم عن بعد للطلاب في جميع أنحاء البلاد.

### اتحاد الطلاب
اتحاد الطلاب The Associated Students Inc. (ASI) هو مؤسسة غير ربحية مملوكة ومدارة من قِبل قادة الطلاب في جامعة كال بولي. تزيد ميزانية الاتحاد عن $12 مليون دولار سنويًا. يوفر الاتحاد العديد من الخبرات والتجارب المشتركة للطلاب وأعضاء هيئة التدريس والموظفين. يقوم الاتحاد بتنظيم الأحداث ودعوة المتحدثين وإقامة الحفلات الموسيقية والرياضات الداخلية وبرامج اللياقة البدنية والألعاب المائية ورحلات المغامرة في الهواء الطلق ودورات إثراء مركز الحِرف وخدمات النادي وتنمية الطفل. كما يدير الاتحاد مركز الترفيه والمجمع الرياضي ومركز للأطفال، والتي تبلغ مساحتها في مجموعها أكثر من 450,000 قدم مربع (42,000 م2) من مرافق الحرم الجامعي.

### جمعية الخريجين
تسعى جمعية خريجي جامعة كال بولي إلى إشراك الخريجين وخدمتهم، لتعزيز علاقة مستمرة مدى الحياة بين الجامعة وخريجيها، وتعزيز النوايا الحسنة والدعم للجامعة. تضم الجمعية 15 فصلا إقليميا.

## خريجون بارزون
يبلغ عدد خريجي جامعة كال بولي أكثر من 150,000 من الخريجين، أغلبهم من مقاطعات سان لويس أوبيسبو وسانتا كلارا ولوس انجليس.

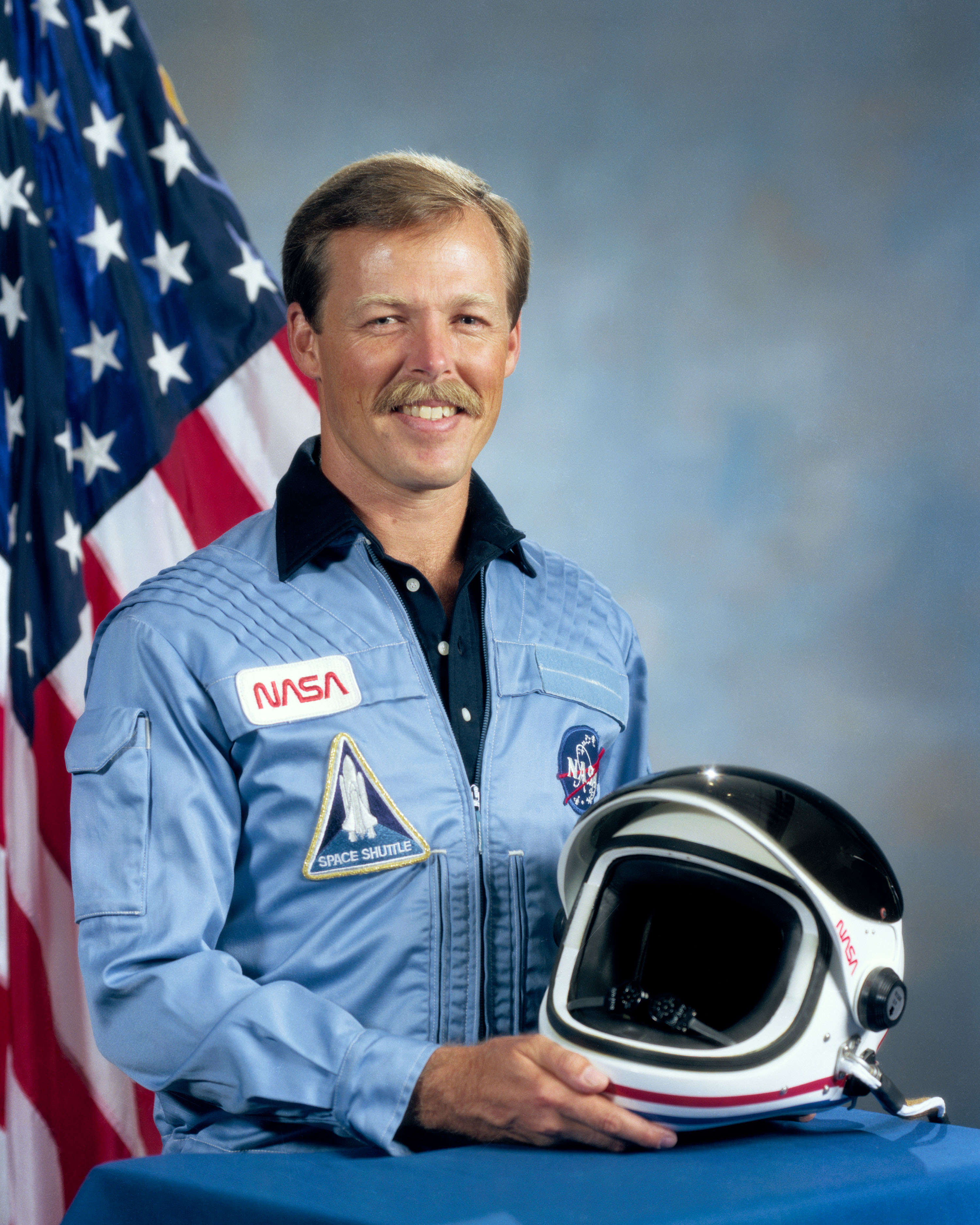
روبرت ل. جيبسون
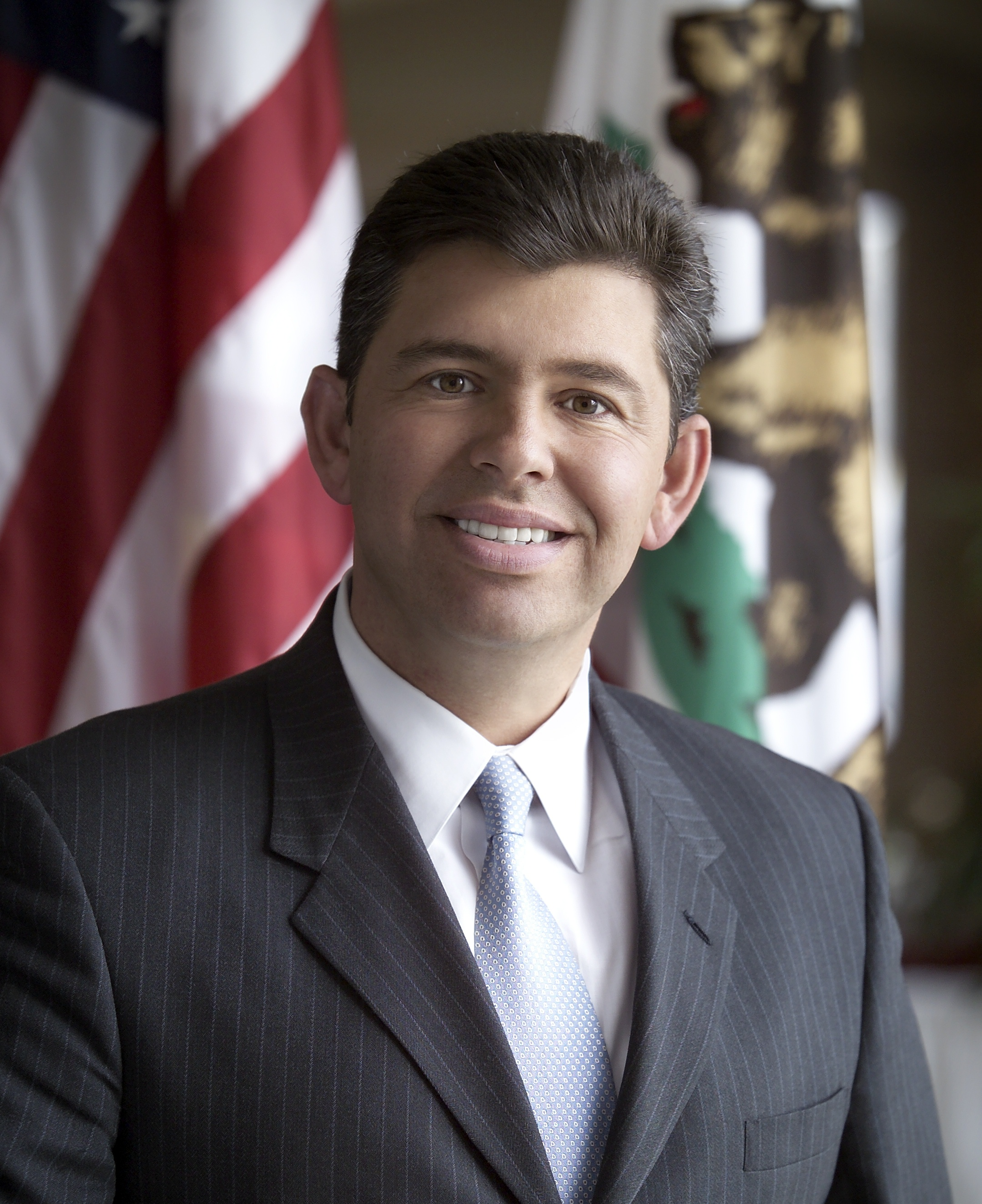
أبيل مالدونادو
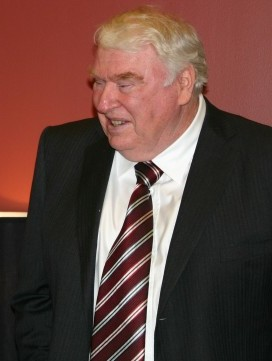
جون مادن
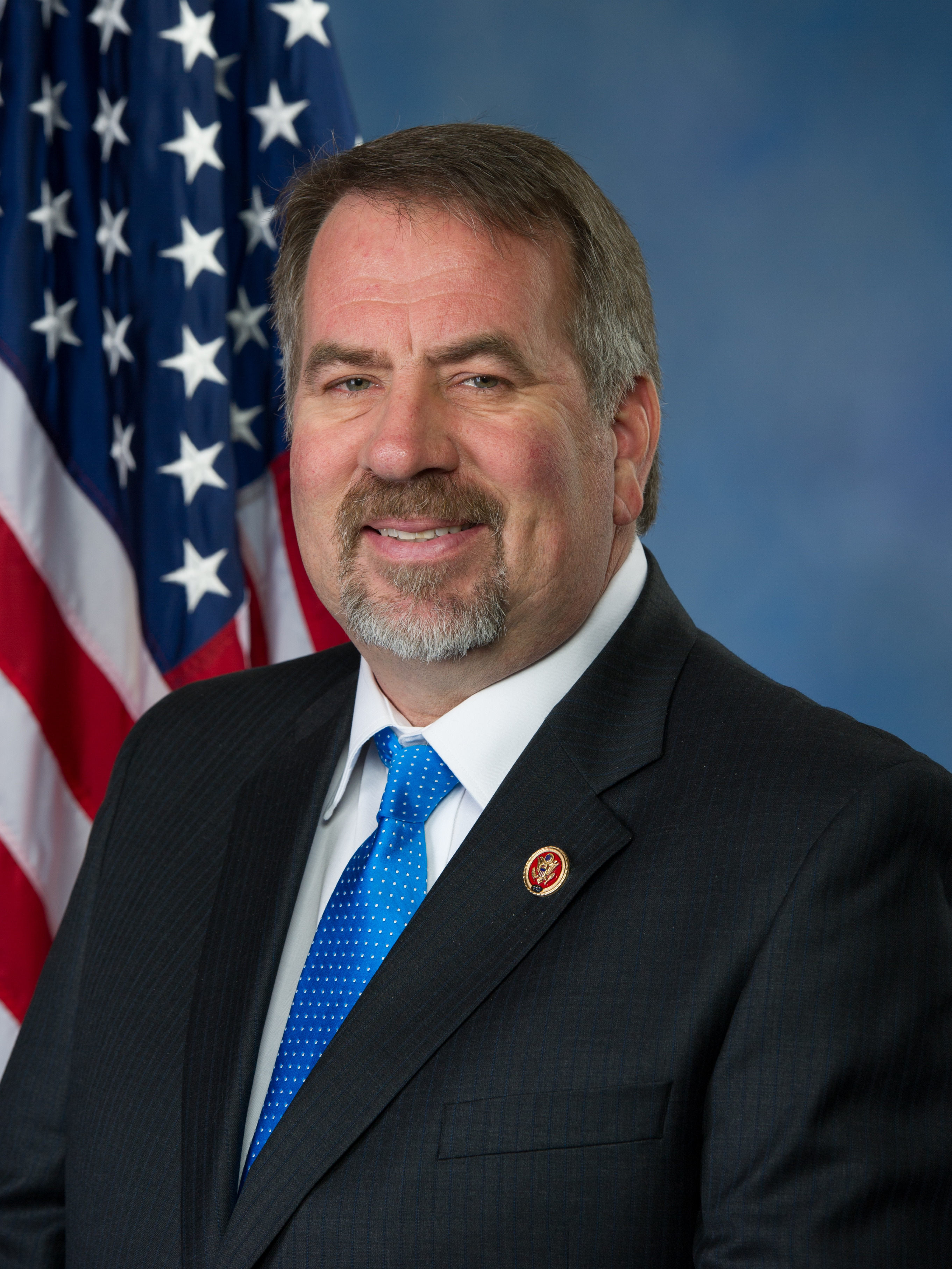
دوغ لامالفا  [لغات أخرى]‏
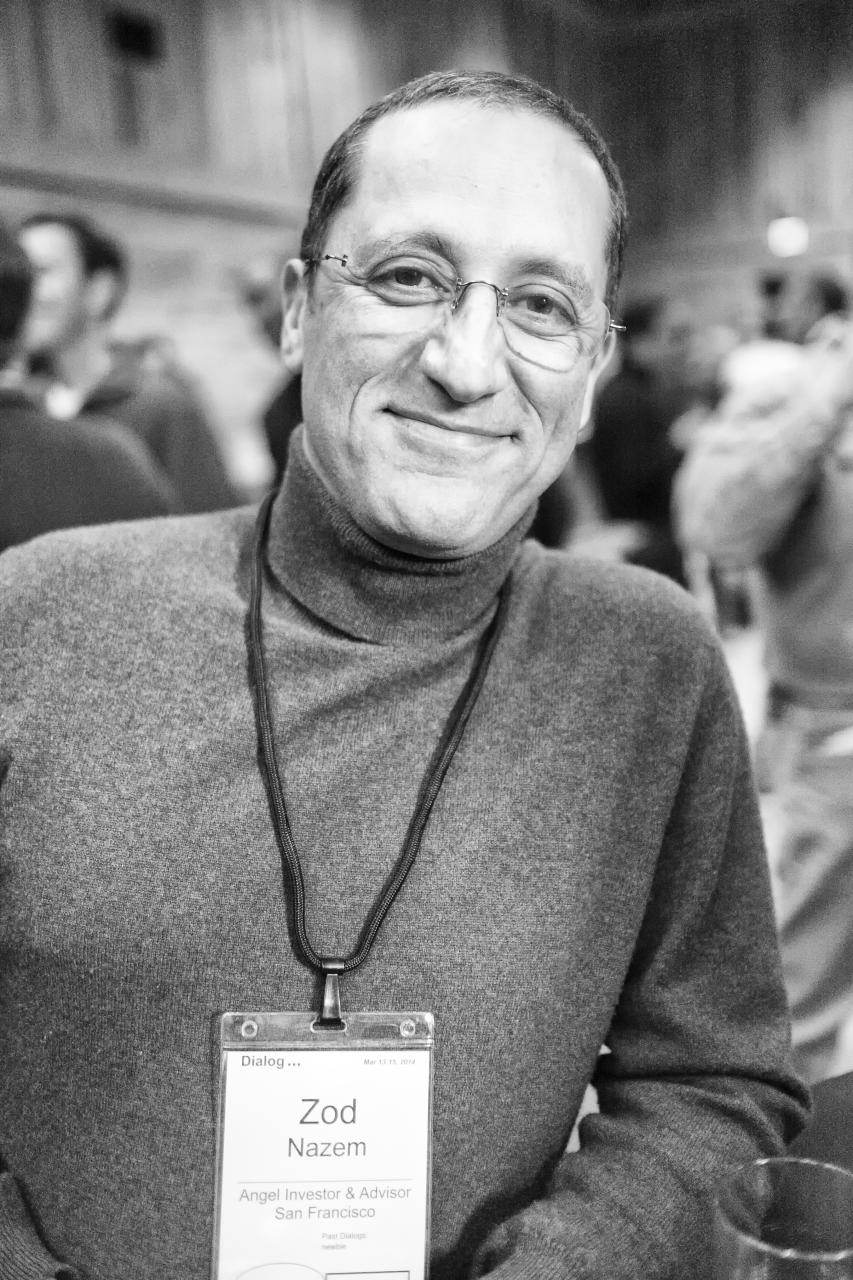
فرزاد ناظم  [لغات أخرى]‏
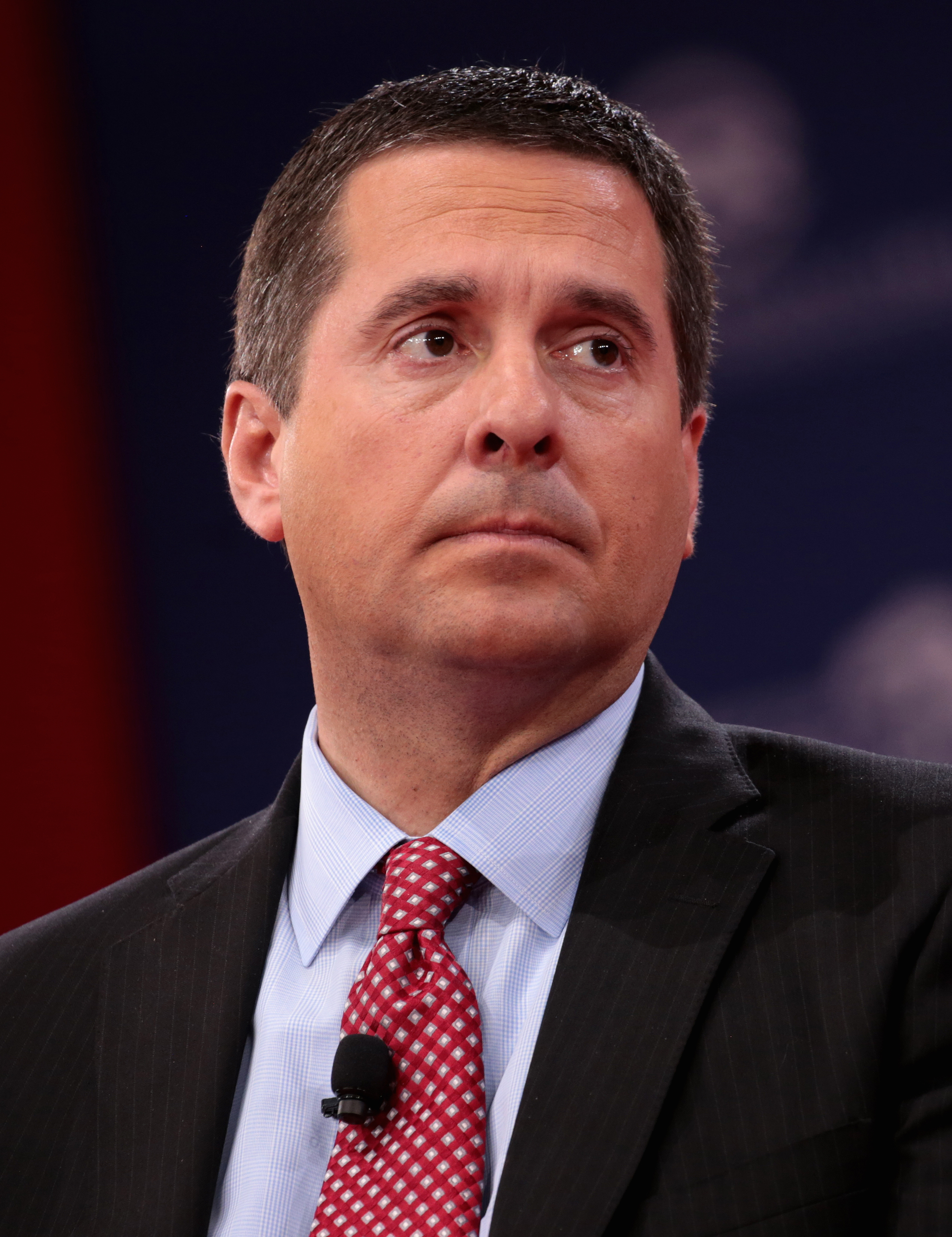
ديفين نونيز
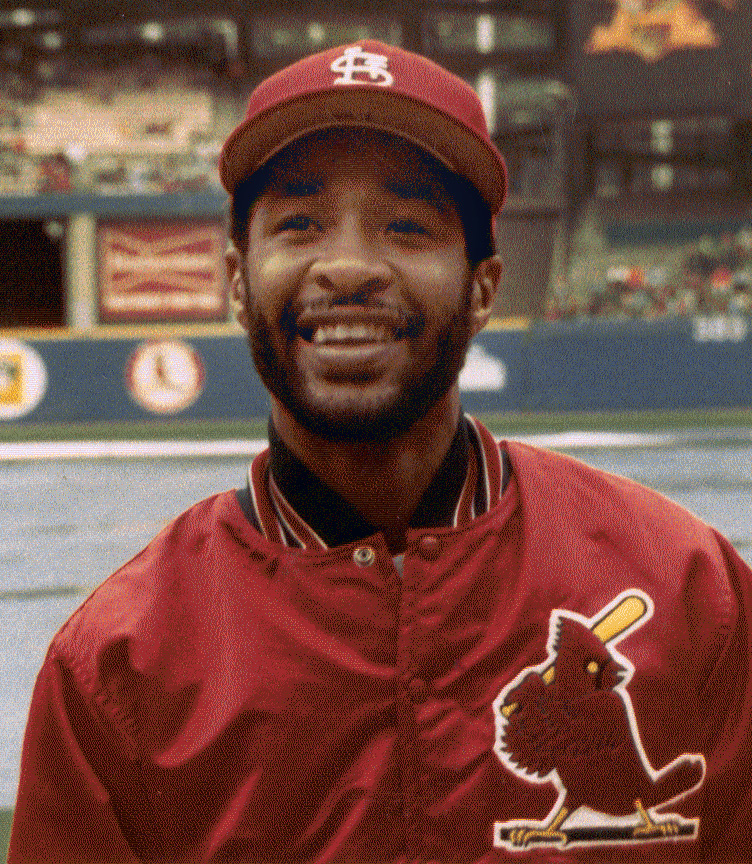
أوزي سميث
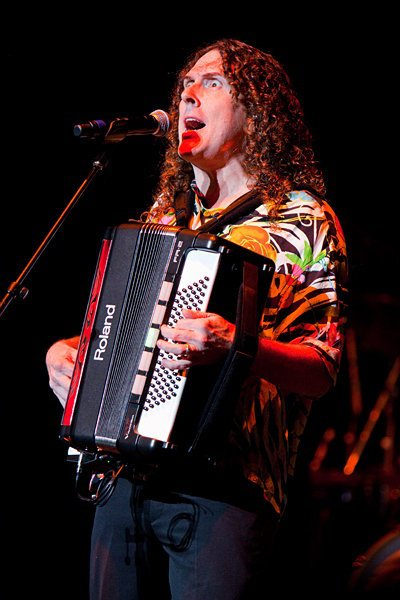
"ويرد آل" يانكوفيتش

من ضمن الخريجين البارزين:
- ريتشارد بيرجكويست، مؤسس PeopleSoft
- توري برونو، الرئيس التنفيذي لشركة ULA
- غريغوري تشاميتوف، رائد فضاء، NASA[106]
- Danding Cojuangco الرئيس السابق والرئيس التنفيذي لشركة San Miguel Corporation[107]
- روبرت " هوت " جيبسون، رائد فضاء، NASA[106]
- فيكتور غلوفر، رائد فضاء، NASA[108]
- نويل لي مؤسس الوحش كابل
- أبيل مالدونادو الحاكم السابق لولاية كاليفورنيا
- جون مادن، مدرب NFL قاعة المشاهير
- فرزاد ناظم، مدير التقنية في ياهو!
- ديفين نونيز، عضو مجلس النواب
- ديفيد نوابا النار من الحرس هيوستن روكتس
- بيتر أوبنهايمر، Chief Financial Officer of شركة أبل.
- بيرت روتان، رائدة طيران
- أوزي سميث، من مشاهير البيسبول
- ريك ستوركو، رائد فضاء، NASA[106]
- ويليام سوانسون، الرئيس التنفيذي السابق ل Raytheon

## وصلات خارجية
- الموقع الرسمي
- موقع كال بولي لألعاب القوى